# リオ・ラッシュ
ライオネル・ジェラルド・グリーン（Lionel Gerald Green, 1994年11月11日 - ）は、アメリカ合衆国の男性プロレスラー、ミュージシャン。メリーランド州出身。AEWにてリオ・ラッシュ（Lio Rush）のリングネームで所属。

## 経歴

### 生い立ち
両親はゴスペル歌手で、子供の頃の寝室は父親のレコーディングスタジオの上にあった。5歳の頃からプロレスラーを目指す。10代から20代前半にかけてメンタルヘルスに苦しみ、数日間入院しなければならないほど重症化した時期もあった。

### インディ団体
MCWのトレーニングセンターでプロレスの基礎を学び、2014年にパトリック・クラークとタッグチームを組んでMCWでデビュー。当初のリングネームは「リー・グリーン」だったが、プロモーターから反対されすぐに「レノン・ダフィー」に改名した。7月18日にシェーン・シャムロック・メモリアルカップの6ウェイマッチで勝利。9月3日にはクラークと共にMCWタッグチーム王座を戴冠したが、13日後に陥落した。
以降、エボルブやプロレスリング・ゲリラでも活動した。

### CZW
2014年12月31日にコンバット・ゾーン・レスリング（CZW）へ参戦し、シングルマッチでかつてのパートナーであるクラークに勝利した。
2017年5月13日にはCZW世界ヘビー級王座を戴冠したが、17日後にデイビー・リチャーズに敗れ陥落した。

### 新日本プロレス
WWE退団後、NJPW STRONGで活動。
2022年10月29日にRumble on 44th StreetにてYOHとの共闘を仄めかし、『SUPER Jr. TAG LEAGUE 2022』にYOHとタッグで参戦。トーナメント戦を順調に勝ち進み、決勝でエース・オースティン&クリス・ベイ組を破り優勝。
2023年1月4日のWRESTLE KINGDOM 17にてTJP&フランシスコ・アキラ組が保持するIWGPジュニアタッグ王座に挑戦するも、パートナーのYOHが敗れタイトル獲得ならず。その後、3月21日に高橋ヒロムが保持するIWGPジュニアヘビー級王座に挑戦。王者をあと一歩のところまで追いつめるも敗戦。
その後、10月9日のDESTRUCTION in RYOUGOKUで行われるIWGPジュニアヘビー級選手権（王者・高橋ヒロム、挑戦者・マイク・ベイリー）との3WAYマッチに挑む予定だったが、体調不良により10月3日以降の大会を欠場。両国大会本番までに復帰できず大会欠場となり、YOHが代替出場となった。また、連覇の懸かっていたSUPER Jr. TAG LEAGUEも欠場となり、当時みちのくプロレスに所属していたMUSASHIがYOHの指名を受ける形で代替参戦した。
2024年3月現在、新日本プロレスの選手プロフィール一覧に記載されておらず、新日本ならびにCHAOS内での去就は不明。
2024年5月現在、5月11日（現地日付）にアメリカで開催されるResurgenceにて、元WWE所属のムスタファ・アリとのシングルが予定されており、アリもX（旧Twitter）でメッセージ動画を投稿している。

## 得意技
カム・アップ
ロープに向かって走り、サードロープに太腿から座りこむように飛び乗り、反動を利用して跳躍し、相手の顎に飛びつきスタナーを浴びせる技。新日本参戦以降はラッシュアワーという名称で使用している。

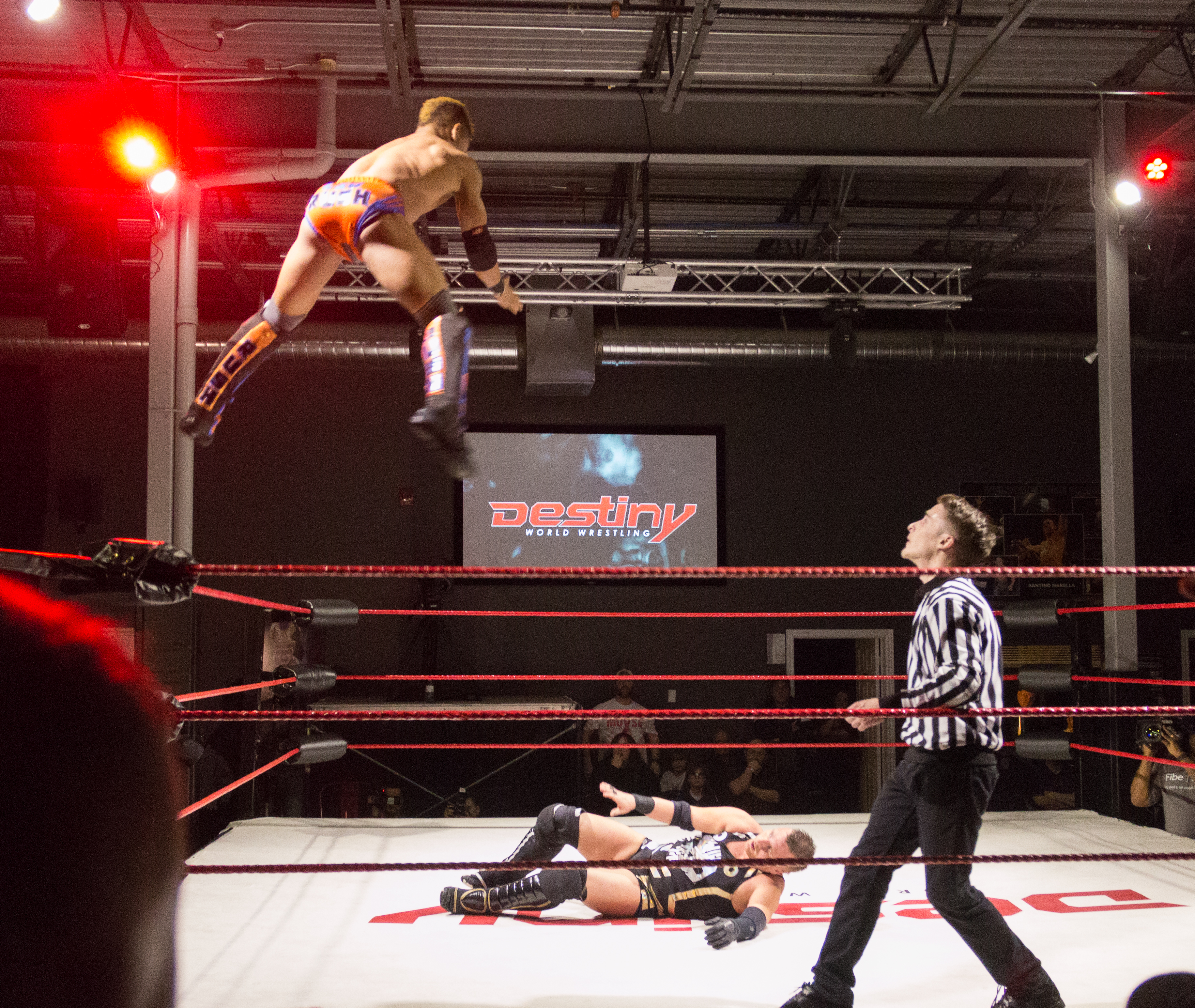
ドラゴンコール
仰向け状態の相手に対し、コーナー最上段から放つ開脚屈伸式・ダイビング・ボディプレス。新日本参戦以降はファイナルアワーという名称になり、メインフィニッシャーとして使用している。
スピニング・アンプリティアー
ダブル・チキンウィングの体勢から相手共々反転し、勢いよく切り揉み回転を加えて相手を顔面からマットに叩きつける'コークスクリュー式変形アンプリティアー'（キル・スイッチ）。2017年以降愛用する得意技

## タイトル歴
AAA
- AAA世界クルーザー級王座（1回、正式には認められず）

CZW
- CZW世界ヘビー級王座（1回）
- CZWワイアードTV王座（2回）

DDTプロレスリング
- アイアンマンヘビーメタル級王座（1回）

ハウス・オブ・グローリー（HOG）
- HOGクラウン・ジュエル王座（1回）

MLW
- MLW世界ミドル級王座（1回）

MCWプロレスリング
- MCWレイジTV王座（1回）
- MCWタッグチーム王座（1回）
  - パートナーはパトリック・クラーク
- シェーン・シャムロック・メモリアルカップ優勝（2015、2016年）

新日本プロレス
- SUPER Jr. TAG LEAGUE優勝（2022年）（パートナーはYOH）

ROH
- トップ・プロスペクト・トーナメント優勝（2016年）

WWE
- NXTクルーザー級王座（1回）
- NXT UK王座挑戦者決定トーナメント優勝（2018年）

インパクト・レスリング / TNA
- インパクトXディヴィジョン王座（1回）